# Сан-Бенту-ду-Траири
Сан-Бенту-ду-Траири (порт. São Bento do Trairi)  —  муниципалитет в Бразилии, входит в штат Риу-Гранди-ду-Норти. Составная часть мезорегиона Сельскохозяйственный район штата Риу-Гранди-ду-Норти. Входит в экономико-статистический  микрорегион Борборема-Потигуар. Население составляет 3248 человек на 2006 год. Занимает площадь 190,816 км². Плотность населения — 17,0 чел./км².

## Статистика
- Валовой внутренний продукт на 2003 год составляет 6 323 316,00 реалов (данные: Бразильский институт географии и статистики).
- Валовой внутренний продукт на душу населения на 2003 год составляет 1948,03 реалов (данные: Бразильский институт географии и статистики).
- Индекс развития человеческого потенциала на 2000 год составляет 0,616 (данные: Программа развития ООН).